# Myrorna anfaller!
Myrorna anfaller! (engelska: Legion of Fire: Killer Ants!) är en amerikansk TV-film från 1998 i regi av Jim Charleston och George Manasse.

## Handling
En amerikansk småstad invaderas av köttätande myror som attackerar människor. En grupp människor lyckas fly och bestämmer sig för att bekämpa de farliga myrorna.

## Rollista
| Eric Lutes      | – Dr. Jim Conrad         |
| Julia Campbell  | – Laura Sills            |
| Mitch Pileggi   | – Police Chief Jeff Croy |
| Jeremy Foley    | – Chad Croy              |
| Bill Osborn     | – Officer Dave Blount    |
| Dallen Gettling | – Bob Hazzard            |
| Patrick Fugit   | – Scott Blount           |
| H.E.D. Redford  | – Maynerd Perth          |